# С меня хватит! (фильм, 1993)
«С меня хватит!» (англ. Falling Down, буквально — «падение»; название фильма отсылает к английской народной песне London Bridge Is Falling Down) — фильм режиссёра Джоэла Шумахера, выпущенный в 1993 году.
В центре фильма гражданин Фостер, который, совершая ряд преступлений, перемещается по Лос-Анджелесу в попытках добраться до дома бывшей жены, чтобы отпраздновать день рождения своей дочери. По пути ряд встреч — как тривиальных, так и неожиданных — заставляют его реагировать насилием и задумываться о жизни, бедности, экономике и коммерциализации. Мартин Прендергаст, сержант полиции Лос-Анджелеса, который сталкивается со своими собственными жизненными разочарованиями, в день своего выхода на пенсию выслеживает Фостера.

## Сюжет
В жизни инженера-ракетчика Уильяма Фостера наступила полоса неудач. Месяц назад он лишился работы и теперь вынужден жить в доме пожилой матери. Он решает навестить свою любимую дочь Адель в день её рождения вопреки судебном запрету приближаться к ней и бывшей жене Элизабет. На пути к дочери Фостер сталкивается с различными препятствиями, которые постепенно выводят его из себя.
Уильям и сержант отдела грабежей департамента полиции Лос Анджелеса Мартин Прендергаст застревают в одной и той же пробке. Уильям бросает машину и уходит, говоря, что идёт домой. Он заходит в магазинчик и просит продавца-корейца разменять один доллар для телефонного звонка, но тот, несмотря на полную кассу мелочи, требует от Уильяма что-нибудь купить. Фостер берёт банку содовой, но продавец требует с него 85 «сенов» и сдачи не хватит на звонок. Фостер воспринимает это, как неуважение к его стране. Продавец решает с помощью бейсбольной биты выгнать строптивого клиента, но тот отнимает биту, устраивает погром и уходит, заплатив цену, которую считает справедливой.
Продавец обращается в полицию. Прендергаст удивлён тем, что погромщик, белый мужчина в рубашке с галстуком, заплатил за покупку. Его коллеги не воспринимают серьёзно этот случай, поскольку Прендергаст работает последний день перед уходом на пенсию.
Уильям заходит в «район банд» и присаживается отдохнуть. Два подошедших бандита заявляют, что он зашёл на их территорию. Уильям соглашается и собирается уйти, но те требуют с него дань в виде его кейса. Разъярённый Уильям внезапно выхватывает биту и обращает их в бегство. Бандиты собирают людей, подъезжают на машине и стреляют в Фостера из окон на ходу, пока тот звонит из телефонной будки. Машина с бандитами врезается в другую машину. Фостер забирает сумку с оружием и стреляет в одного из бандитов, заявляя, что он тоже промахнулся.
Уильям заходит в ресторан фастфуда позавтракать, но продавец и менеджер отказываются подавать ему завтрак, так как пару минут назад началось время обеда. Уильям выхватывает пистолет-пулемёт и требует подать ему обед, после чего, нечаянно выпустив очередь в потолок, указывает на несоответствие гамбургера и его рекламной картинки. Прендергаст удивляется, что белый в рубашке с галстуком делал в гангстерском районе. Он узнаёт у девушки одного из бандитов, что их обидчик унёс с собой полную сумку оружия. Он узнаёт у детектива Сандры Торрес, допрашивающей сотрудников ресторана, что преступник также расплатился за трапезу. Установив, что магазин корейца находится рядом с местом, где он утром застрял в пробке и соединив места происшествий линией на карте, Прендергаст догадывается, что преступником является тот самый мужчина, который на его глазах оставил машину.
Фостер заходит в лавку, где продавец-неонацист, прослушивающий радиопереговоры полиции, догадывается о личине посетителя. Приняв его за «мстителя», он прячет его от подошедшей Торрес. Он показывает ему свою коллекцию, но не получив одобрения своих взглядов, бесцеремонно обыскивает «любителя негров». Уильям вонзает нож в нациста и пристреливает его. Элизабет продолжает названивать в полицию, а Прендергаст выходит на Фостера, он приезжает в дом его матери.
Фостер натыкается на ремонтников, перегородивших всю улицу и требует объяснений, демонстрируя свой пистолет. Перепуганный рабочий отвечает, что не знает причины ремонта, после чего Уильям выпускает ракету в скопление техники. Не желая сворачивать с прямой дороги, он проходит через поле для гольфа, мешая игре двоих стариков. Разгневанный старик запускает в него мячом, тот в ответ негодует, что гольф-клуб забрал столько земли, где могли бы играть дети и стреляет в электромобиль, что вызывает у его обидчика сердечный приступ. Он проникает на виллу пластического хирурга, поранившись о колючую проволоку, и общается с семьёй садовника, объясняя, что видимо выбрал не ту работу.
Прендергаст сдаёт оружие и, уйдя со скандалом с вечеринки в свою честь, отправляется с Торрес в дом Элизабет. Фостер ранит Торрес, Прендергаст подбирает её револьвер и спешит за ним.
Уильям настигает на пирсе бывшую жену и дочь. Дочь рада видеть папу, но Элизабет смертельно боится Уильяма. Подошедший Мартин завязывает разговор, рассказывая о смерти своей дочери и что его жена так и не смогла потом забеременеть. Он тайком показывает Элизабет револьвер. Улучив момент, женщина хватает пистолет Уильяма, бросает его в море, и убегает прочь вместе с дочерью. Сержант взяв Фостера на прицел, предлагает ему сдаться. Тот заявляет, что вооружён и выхватывает игрушечный пистолет, провоцируя Мартина открыть огонь. Раненый Фостер падает с пирса в море.
Прендергаст продирается сквозь толпу репортёров прямо к дому Элизабет Фостер, как раз в тот момент, когда туда подходят гости на день рождения. Мартин советует Элизабет рассказать дочери всё завтра, ведь сегодня у неё праздник.

## Отзывы
Роджер Эберт, который дал фильму положительный отзыв на момент его выхода в прокат, заявил по поводу Уильяма Фостера:
Что такого увлекательного в роли Дугласа, в том как она написана и сыграна, это грусть в его душе. Да, к тому времени, когда мы встречаемся с ним, он уже перешёл грань. Но нет радости в этом неистовстве, нет успокоения. Он кажется уставшим и запутанным, и в своих действиях он бессознательно следует сценариям, которые он, возможно, узнал из кино, или из новостей, где другие разочарованные неудачники изливали свой гнев на невинных прохожих.
После выхода фильма отец Дугласа, актёр Кирк Дуглас, заявил: «Он играл блестяще. Я думаю, что это его лучшая работа на сегодня». Он также защищал фильм от критиков, которые утверждали, что он одобряет правонарушения: «Персонаж Майкла не „герой“ или „новая городская икона“. Он и злодей, и жертва. Конечно, мы видим многие элементы нашего общества, которые способствовали его безумию. Мы даже жалеем его. Но фильм совсем не оправдывает его действий».
Джеймс Берардинелли написал: «„С меня хватит“ изобилует юмором висельника, почти до такой степени, что он может быть классифицирован как „чёрная комедия“». Джон Труби называет фильм анти-Одиссеей о лжи про «Американскую мечту». Он добавляет: «Я не могу вспомнить, чтобы так сильно смеялся в кино».
Коалиция американских корейцев осудила то, как в фильме изображаются нацменьшинства, особенно корейский бакалейщик. Отделение Warner Brothers в Корее отменила выпуск фильма в Южной Корее после угроз бойкота. Работники оборонного комплекса также выразили возмущение по поводу того, как один из них, Фостер, изображен в фильме. Главный герой фильма «С меня хватит!» был назван крайним воплощением понятия «разозлённого белого мужчины» (американский стереотип белого консерватора).

## В ролях
| Актёр             | Роль                            |
| ----------------- | ------------------------------- |
| Майкл Дуглас      | Уильям Фостер                   |
| Роберт Дюваль     | сержант Мартин Прендергаст      |
| Лоис Смит         | миссис Прендергаст              |
| Барбара Херши     | Элизабет Тревиньо               |
| Ди Дабл-ю Моффетт | детектив Лайдекер               |
| Тьюсдей Уэлд      | Аманда Прендергаст              |
| Рэйчел Тикотин    | детектив Сандра Торрес          |
| Фредерик Форрест  | Ник                             |
| Рэймонд Дж. Бэрри | капитан Уильям Ярдли            |
| Диди Пфайффер     | Шейла Фолсом                    |
| Брент Хинкли      | менеджер Рик                    |
| Джон Флек         | попрошайка ("ветеран Вьетнама") |
| Карина Арройяве   | Анжела                          |
| Вонди Куртис-Холл | пикетчик возле банка            |
| Джек Беттс        | игрок в гольф                   |
| Джон Дил          | охранник доктора Эштона         |

## Награды
- 1993 — Каннский кинофестиваль, номинация на «Золотую пальмовую ветвь»
- 1994 — Премия Эдгара Аллана По